# Двинский, Михаил Иосифович
Михаил Иосифович Двинский (настоящая фамилия Бернштейн; 9 февраля 1923, Петроград, СССР — 26 января 2015, Вильнюс, Литва) — русский поэт и переводчик.

## Биография
Родился 9 февраля 1923 года в Петрограде в семье служащего морского торгового порта Иосифа Исааковича Бернштейна и библиотекаря Берты Марковны Двинской. В 1939 году поступил в Ленинградский кораблестроительный институт. В 1941 году закончил 2-й курс. После начала войны участвовал в строительстве оборонительных сооружений под Ленинградом. Пережил блокадную зиму 1941—1942 годов. Летом 1942 года эвакуирован с институтом в город Горький. После лечения от дистрофии с институтом в эвакуацию дальше на Восток не поехал (студенты-кораблестроители имели бронь от призыва) и пошёл в армию. Был направлен в Горьковское училище зенитной артиллерии, по окончании училища в июне 1944 года в звании «младший лейтенант» направлен на Ленинградский фронт, в 83-ю отдельную зенитно-артиллерийскую бригаду ПВО на должность помощника начальника радиолокационной станции СОН-2.
После войны не собирался продолжать военную службу, однако, как специалист по новой технике, не был демобилизован. Служил в Архангельске в радиолокационной службе на военном аэродроме. Поскольку военная карьера его не привлекала, а имелись определенные творческие способности, он попытался поступить в военно-политическую академию на отделение журналистики. Однако в это время в СССР разворачивалась кампания борьбы с «безродными космополитами», и в направлении на учёбу ему отказали. В 1948 году ему разрешили поступить в Рижское высшее инженерно-авиационное военное училище. После окончания училища в 1952 году служил в Горьком на радиоинженерных должностях. В 1958 году переведен в Вильнюс (Ново-Вильню) старшим преподавателем авиационно-технологического цикла, затем цикла самолетного радиооборудования Школы младшего авиационного состава (ШМАС). В 1960 году в ходе «хрущёвского» сокращения Вооруженных Сил школа была закрыта. В 1960—1964 годах сменил несколько инженерных должностей в Немане (Калининградская область) и Вильнюсе. Затем до увольнения в запас по выслуге лет в 1968 году — преподаватель электротехники и радиотехники электротехнического цикла в Вильнюсском радиотехническом училище войск ПВО страны.
После выхода в запас в звании майора в 1968 года занялся литературной деятельностью, в качестве псевдонима взяв фамилию своей матери. Иронические, сатирические стихи, афоризмы, публицистика, стихотворные переводы с литовского и других языков печатались в антологиях и сборниках литовской поэзии на русском языке, журналах «Знамя», «Новый мир», «Октябрь», «Москва», «Дружба народов», «Звезда», «Нева», «Аврора», «Молодая гвардия», «Крокодил», «Вопросы литературы», «Человек и закон», «Дружба», «Литва литературная», «Вильнюс», в сборниках «Эстрада», «Дружный смех», в еженедельниках «Литературная газета», «Литературная Россия» и других российских и литовских периодических изданиях, в переводе на литовский язык — в журналах «Pergalė», «Šluota». Михаил Двинский переводил стихи таких известных литовских поэтов, как Эдуардас Межелайтис, Юстинас Марцинкявичюс, Альгимантас Балтакис, Вацис Реймерис, Рамуте Скучайте и др.
Издал три сборника своих произведений: «Букет крапивы» (сатирические и пародийные стихи, Вильнюс: Vaga, 1980), «Суп из Жар-птицы» (сатирические стихи, Вильнюс: Vaga, 1987), «Кирпичи из-за пазухи» (Вильнюс: Понедельник, 2000).

## Награды
- Орден Отечественной войны II степени
- Медаль «За боевые заслуги»
- Медаль «За победу над Германией в Великой Отечественной войне 1941—1945 гг.» и др.

## Издания
- Букет крапивы. Вильнюс, 1980.
- Суп из Жар-птицы. Вильнюс, 1987.
- Кирпичи из-за пазухи. Вильнюс, 2000.
- Антология литовской советской поэзии. Вильнюс, 1980.
- Янтарное побережье. Москва, 1986.
- Альманах «Литера». Вильнюс, 2010.
- Сборник «Эстрада» № 7. Москва, 1975.